# Dialgaye
Dialgaye là một tổng thuộc tỉnh Kouritenga ở phía đông Burkina Faso. Thủ phủ là thị xã Dialgaye. Theo điều tra dân số năm 1996, tổng này có tổng dân số 34.331.

## Các thị xã và làng xã
- Thị xã Dialgaye (3 479 dân) (thủ phủ)
- Boulga (2 027 dân)
- Dagamtenga Peulh (121 dân)
- Dagamtenga (2 443 dân)
- Dassoui (3 589 dân)
- Dialgaye (2 813 dân)
- Gomtenga (2 453 dân)
- Issiri Yaoguin (1 932 dân)
- Kalmodo (521 dân)
- Kalwenga (670 dân)
- Kampoayargo (741 dân)
- Kidibin (917 dân)
- Kostenga (964 dân)
- Lioulgou (2 267 dân)
- Lioulgou-Peulh (988 dân)
- Loanga (472 dân)
- Nabdogo (287 dân)
- Neneogo (2 918 dân)
- Ouarghin (1 048 dân)
- Passem-Noguin (1 530 dân)
- Songpelcé (194 dân)
- Tamissi (484 dân)
- Ténoaghin (1 203 dân)
- Toesse-Koulba (851 dân)
- Vongo (368 dân)
- Yélembasse (538 dân)
- Zeguedega (1 409 dân)
- Zeguedega Poessé (1 583 dân)